# Trang viên Tihani
Trang viên Tihani (tiếng Slovakia: Tihániovský kaštieľ) là một trong ba trang viên được xây dựng trong quá khứ ở làng Kráľová, ngày nay thuộc địa phận thành phố Banská Bystrica, Slovakia. Trang viên hiện được sử dụng làm nơi triển lãm lịch sử tự nhiên của Bảo tàng Miền Trung Slovakia.

## Lịch sử
Việc xây dựng trang viên Tihani hoàn thành trong thập niên hai mươi của thế kỷ 17. Phần lâu đời nhất của trang viên là cánh phía tây. Trang viên được xây dựng lại theo phong cách kiến trúc Cổ điển vào năm 1819. Tòa nhà cũng được sửa đổi vào năm 1830. Sau khi trang viên được tái thiết theo phong cách kiến trúc Tân Phục hưng vào năm 1896, trang viên có được diện mạo hiện tại.
Trang viên là tài sản của gia đình Gerhardt trong nửa đầu thế kỷ 19, sau đó thuộc sở hữu của gia đình Tiháni, cụ thể là Ignác Tiháni từ năm 1830 đến năm 1867, sau ông là Dionýz Tiháni. Trong Chiến tranh thế giới thứ hai, vào năm 1947, một trận hỏa hoạn đã xảy ra và thiêu rụi một phần gác mái của trang viên. Từ thập niên 1970, trang viên thuộc sở hữu của Bảo tàng Lịch sử Quốc gia Khu vực ở Banská Bystrica.